# Sabanilla ornata
Sabanilla ornata is een hooiwagen uit de familie Agoristenidae.